# Блохин, Зот Зотович
Зот Зотович Блохин (ок. 1823, Екатеринбург — ?, не ранее 1867) — екатеринбургский купец и городской голова с 1866 года. Достоверно известно, что он занимал эту должность, как минимум, до 1867 года. Судя по всему, скончался, пребывая в ней же, но отсутствующие журналы заседаний городской думы за этот период не позволяют установить, когда именно. Так или иначе, в 1869 году в одной из газет (а именно, в «Горном журнале») при перечислении хозяев золотых приисков Восточной Сибири упоминаются уже наследники З. З. Блохина, чего обычно избегали делать при жизни деятеля.

## Биография
Родился в Екатеринбурге. Принадлежал к известному роду купцов-старообрядцев.
В молодости исполнял коммерческие поручения своего отца Зота Тимофеевича. Достигнув совершеннолетия, стал и в 1847—1850 являлся гласным городской думы. После смерти родителя сам занялся делами семейной торгово-промышленной фирмы. Он стал сначала купцом 2-й, а затем и 1-й гильдии, потомственным почётным гражданином.
Купец ежегодно посещал Ирбитскую ярмарку. Бывал он и на золотых приисках в Восточной Сибири. К занятию общественных должностей относился скорее негативно, так как разъездный характер торговой деятельности сибирских купцов приводил к тому, что коммерция страдала от их занятия. Тем не менее, Блохина выдвигали на эти посты и он в итоге оказывался на них.

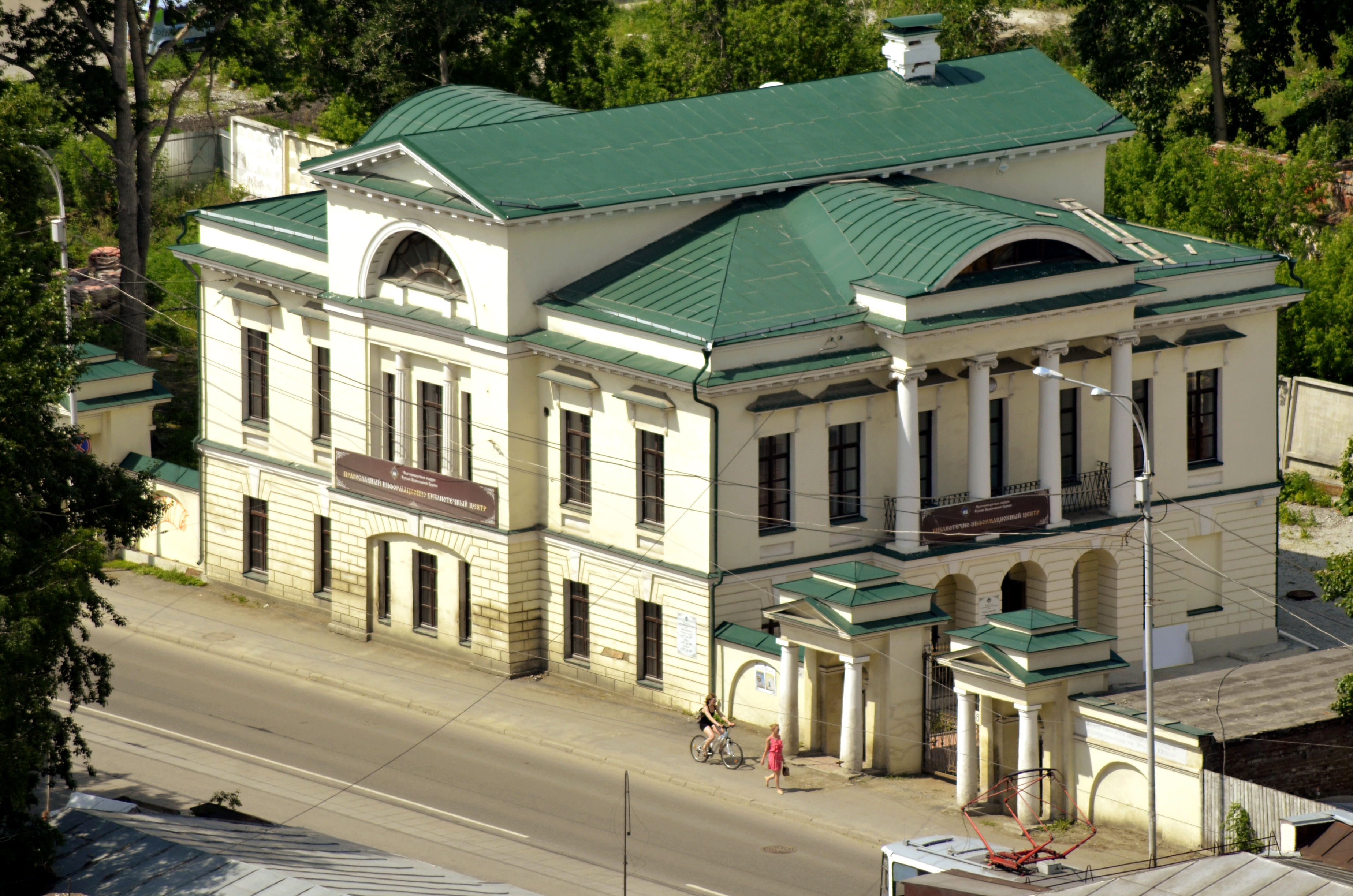
Усадьба Блохина-Рязанова (также известна как Малая Рязановская) по адресу ул. Куйбышева, 63

В 1860—1863 купец был кандидатом (то есть заместителем) екатеринбургского городского головы М. Е. Клопова и несколько раз исполнял его обязанности. Затем с 1866 года стал городским головой сам. На этой должности, как и на предыдущих, он столкнулся с проблемами, порожденных недавними реформами. Екатеринбург тогда потерял статус «горного» города, стал уездным в Пермской губернии и его наводнили бывшие казенные рабочие, так как их служба перестала быть обязательной. Они пополнили ряды городской бедноты. Бороться с бедностью должна была городская дума, но у неё отсутствовали необходимые для этого дополнительные источники доходов. Более того, горное ведомство принялось избавляться от «социальных объектов» — больниц, богаделен и т. п., передавая их городу.
Где именно находились золотые прииски Блохиных не установлено. Владел усадьбой Блохина-Рязанова в Екатеринбурге.
Блохин был городским головой Екатеринбурга полтора года, а затем загадочно исчез. Эта загадочность может объясняться почти полным отсутствием архивных документов за этот период. В сохранившихся же нет абсолютно никаких указаний о причине ухода З. З. Блохина.
Усадьбу у Блохина купил в конце 1860-х Иван Рязанов, тогда она и стала называться «Малая Рязановская». По другой версии, она сразу была построена Рязановыми.

## Семья
Первая жена Блохина, Анна Диомидовна, скончалась в 1861 году. Она происходила из известного рода Баландиных. В браке родились пятеро детей. Вторая супруга родила Блохину двух сыновей и дочь.